# Spouge
Le spouge est un genre musical et une musique populaire ayant émergé à la fin des années 1960 à Barbade.

## Caractéristiques
Le spouge est créé par Jackie Opel dans les années 1960. Il s'agit principalement d'une fusion de ska jamaïcain et de calypso trinidadien, mais elle est également influencée par une grande variété de musiques des îles britanniques et des États-Unis, notamment les chants de marins, les hymnes et le spiritual. L'instrumentation du spouge se composait à l'origine d'une sonnaille, d'une guitare basse, d'un trap set et de divers autres instruments électroniques et de percussion, auxquels sont venus s'ajouter plus tard un saxophone, un trombone et des trompettes. Parmi ces instruments, la sonnaille et la guitare sont largement considérées comme la partie la plus intégrante de l'instrumentation et sont censées refléter l'origine africaine d'une grande partie de la musique de la Barbade. 